# Erodium crispum
Erodium crispum là một loài thực vật có hoa trong họ Mỏ hạc. Loài này được Lapeyr. mô tả khoa học đầu tiên năm 1813.